# Zhou postérieurs
950–960
Entités précédentes :
- Han postérieurs

Entités suivantes :
- Dynastie Song

La dynastie des Zhou postérieurs ou Hou Zhou régna en Chine de 950 à 960 lors de la période des Cinq Dynasties. Elle fut précédée par la dynastie des Han postérieurs (Hou Han) et suivie par la dynastie des Song.

## Liste des empereurs
1. Taizu (en) (Guo Wei) (951-954)
2. Shizong (en) (Chai Rong) (954-959)
3. Gongdi (en) (Chai Zongxun) (959-960)